# CT Paraíba (D-28)
O CT Paraíba foi um contratorpedeiro da Classe Pará (1963), da Marinha do Brasil. O navio anteriormente havia prestado serviços a Marinha dos Estados Unidos com o nome de USS Davidson (FF-1045).

## Carreira

### Estados Unidos
O USS Davidson foi um contratorpedeiro da Classe Garcia que serviu na Marinha dos Estados Unidos. Foi reclassificado posteriormente como fragata.
O nome do navio homenageia o Vice-Almirante Lyal Ament Davidson, que recebeu a Medalha por Serviços Distintos que é a segunda maior condecoração militar que pode ser dado a um membro do Exército dos Estados Unidos.

### Brasil
Chegou a cidade do Rio de Janeiro, em 13 de dezembro de 1989, acompanhado dos também contratorpedeiros CT Pará (D-27), CT Paraná (D-29) , CT Pernambuco (D-30), quando foram incorporados a Força de Contratorpedeiros.

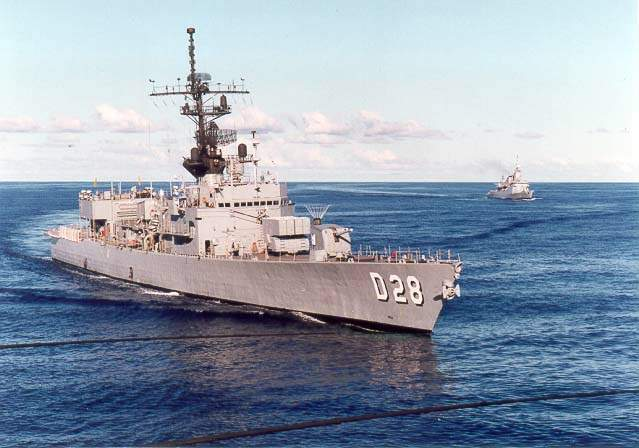
CT Paraíba (D-28) em manobras, ao fundo corveta da Classe Inhaúma
fonte:SRPM.

Com uma longa lista de serviços participou das operações  TEMPEREX-II/91, DRAGÃO XXVII e UNITAS XXXII em 1991, TROPICALEX-I/92 e UNITAS XXXIII em 1992, TROPICALEX-I/93 em 1993, ASPIRANTEX 96 em 1996, BOGATUN II, ADEFASEX, FRATERNO XVII  e VENBRAS-97 em 1997, ASPIRANTEX-00 e TROPICALEX/APRESTEX 00 no ano de 2000.
Em 26 de julho de 2002, baixa do serviço e foi submetido a Mostra de Desarmamento, sendo colocado em reserva. No ano de 2003 deu baixa em definitivo. Vendido em leilão, saiu a reboque em fevereiro de 2005, com destino a Alang, Índia, aonde deveria ser desmontado. O navio começo a fazer água e afundou ao largo das Ilhas das Maricás. Um mês após o afundamento, o grupo Wreckfinder de mergulhadores do Rio de Janeiro, enquanto realizavam buscas pelo naufrágio do Alagoas, naufragado nas proximidades, acabou encontrando o Paraíba coincidentemente.
O navio está inteiro, inclinado num ângulo de aproximadamente 45º sobre bombordo, a uma profundidade de 52 metros.